# Faustino Domínguez Coumes-Gay
Faustino Domínguez Coumes-Gay (La Coruña, 31 de agosto de 1845-ibidem, 17 de julio de 1900) fue un arquitecto español.

## Trayectoria
Hijo del arquitecto Faustino Domínguez Domínguez y de María Luisa Coumes-Gay, en 1860 ingresó en la escuela de Arquitectura de Madrid. Entre 1868 y 1870 fue arquitecto municipal de Ferrol, antes de volver a Madrid.
En 1879 volvió definitivamente a Galicia, ocupando el puesto de arquitecto municipal de Santiago de Compostela (1879-1887) y provincial de la Coruña. En 1890 sustituyó su padre como presidente de la Real Academia Gallega de Bellas Artes.

## Obras
Su obra responde a los estilos historicista y ecléctico. Destacan el IES Eusebio da Guarda y las Escuelas de la Guarda (1891), la reconstrucción del Teatro Rosalía de Castro, las casas de esquina que creó en la Coruña, Compostela y Ferrol, y el mercado municipal de Padrón.
Diseñó también la fachada que durante cien años se empleó en los fuegos del Apóstol y la Iglesia de Santo André de La Coruña (1890), considerado el mejor templo neorrománico de Galicia.

## Galería de sus obras

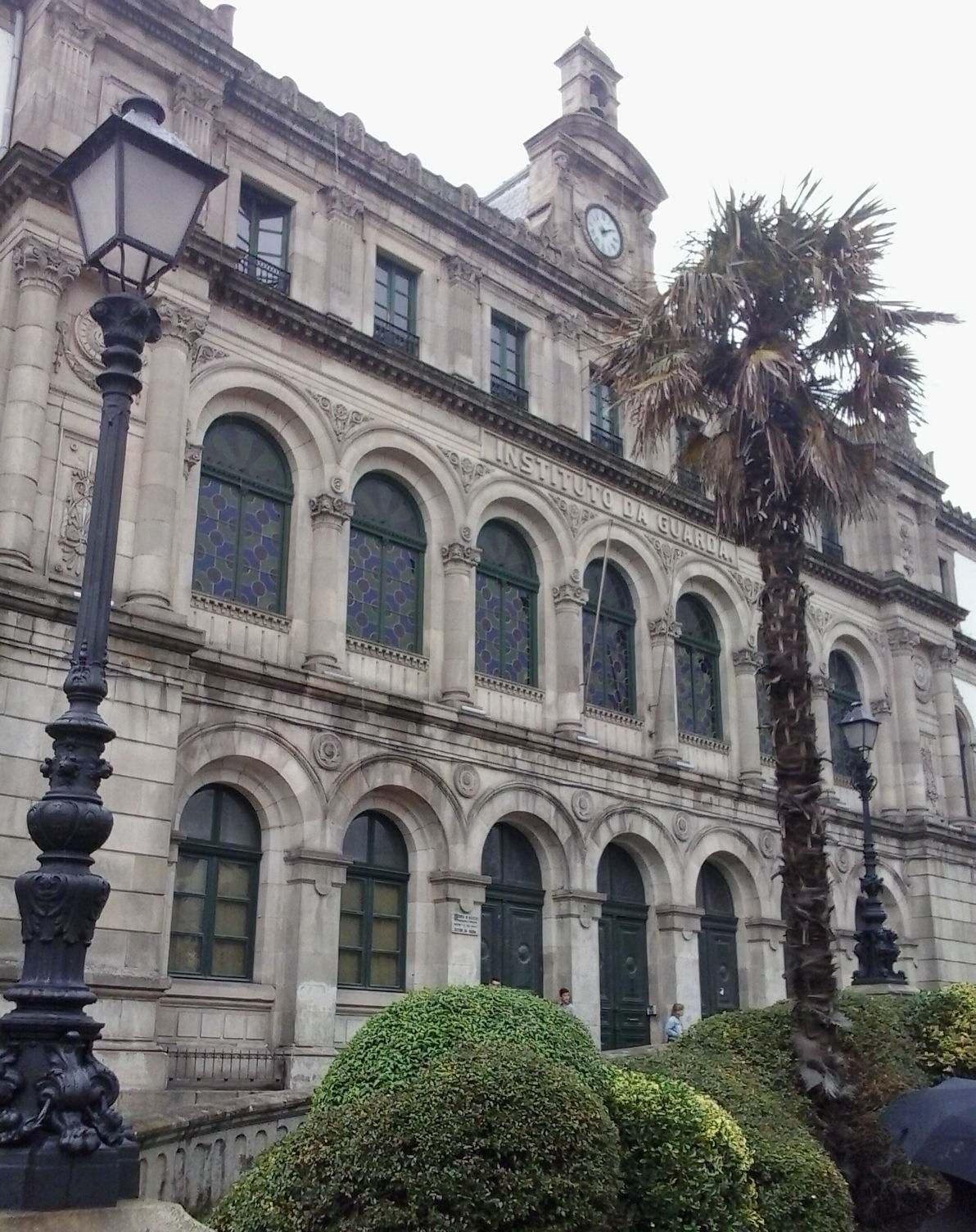
Instituto Eusebio da Guarda, La Coruña.
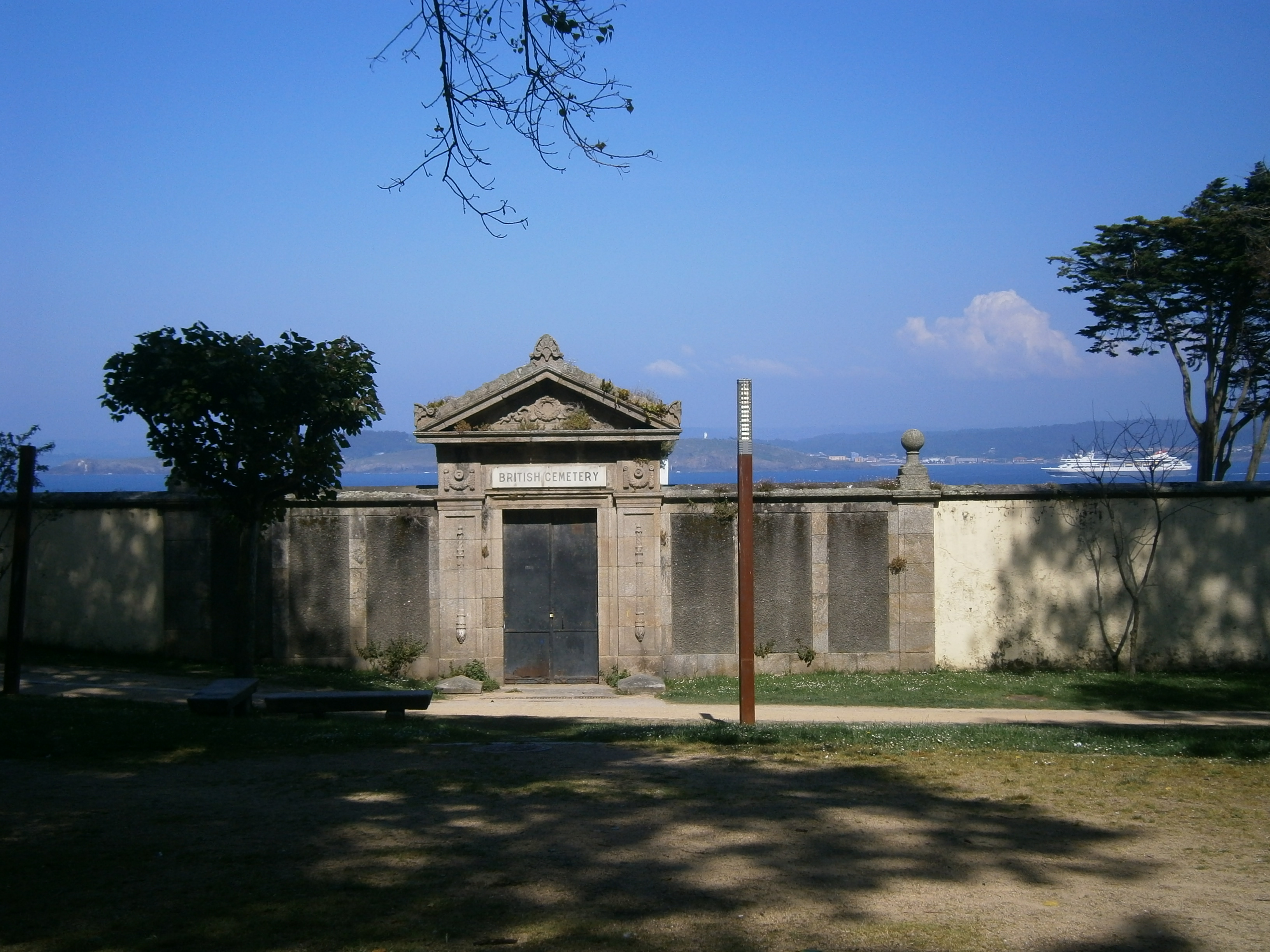
Pórtico del cementerio británico de San Amaro
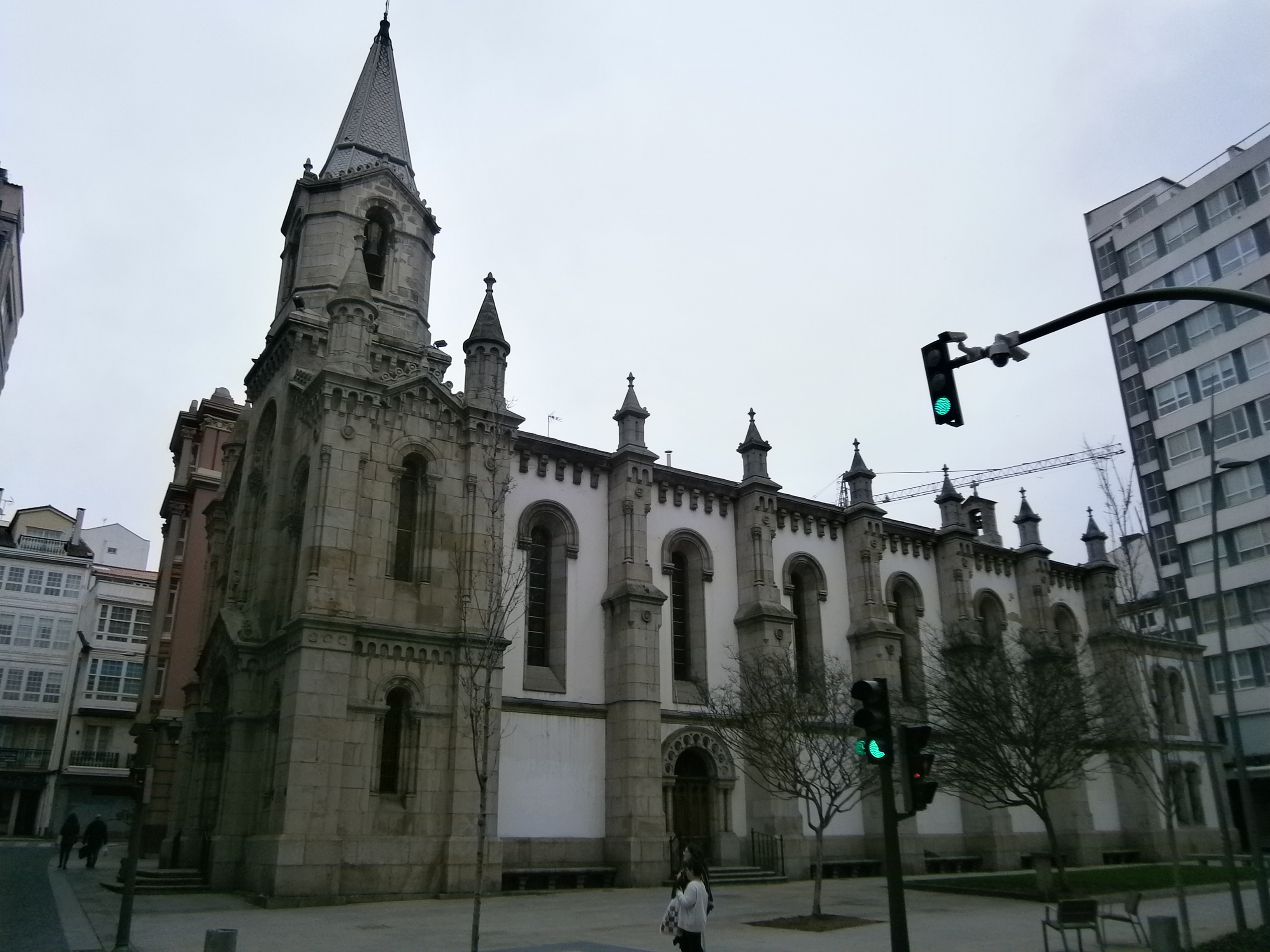
Iglesia de San Andrés (1884-1890)
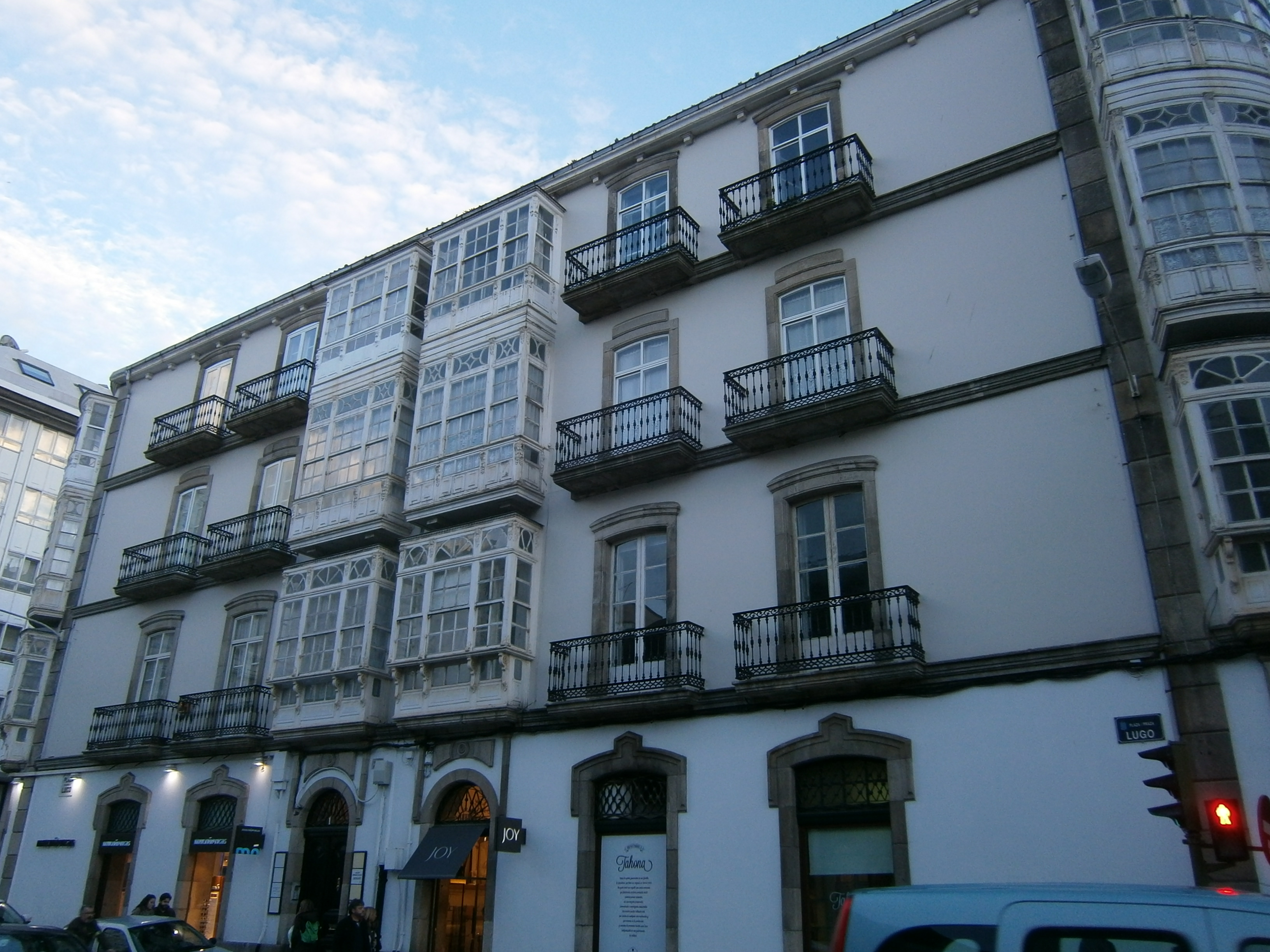
Casas en el Ensanche de La Coruña (1889)
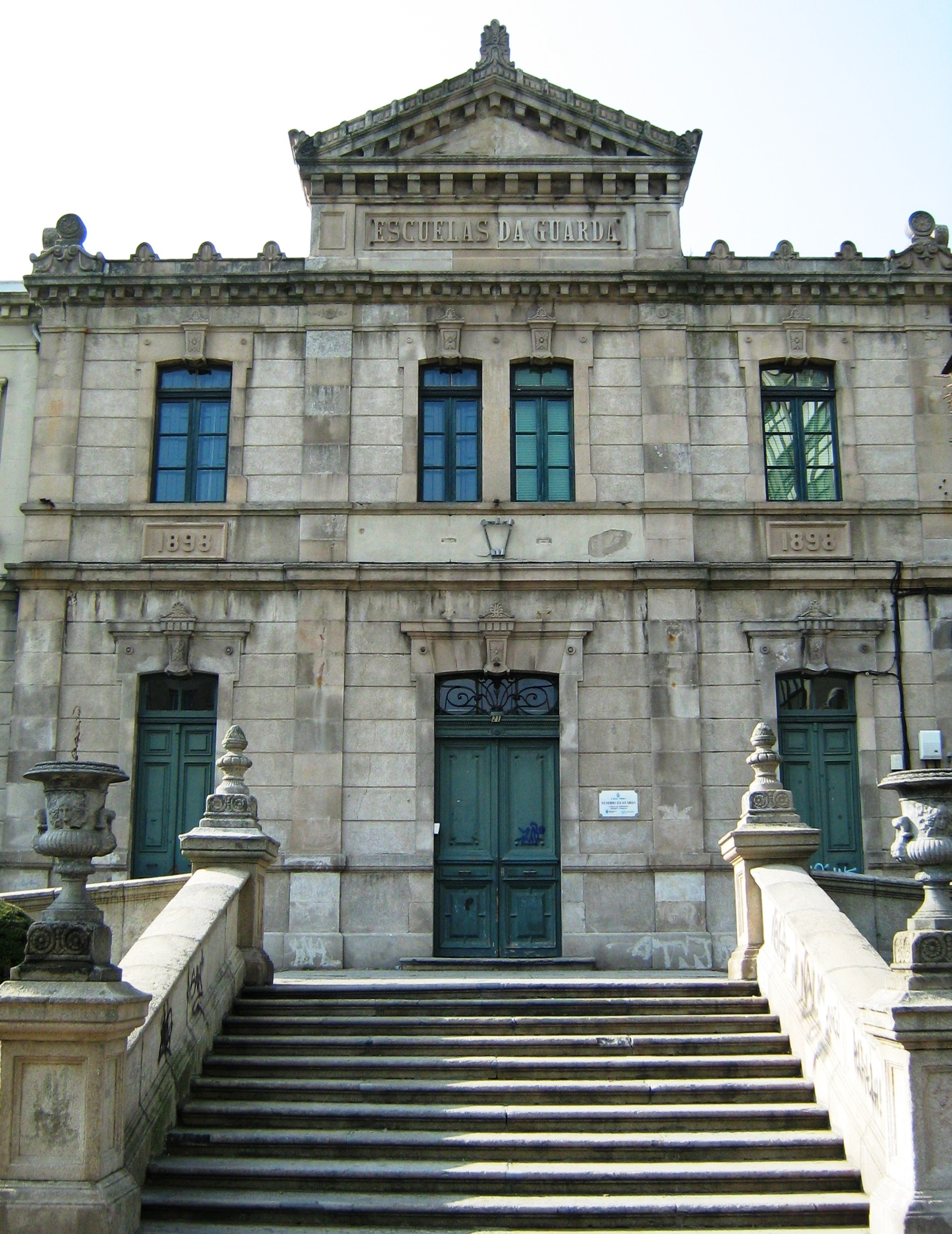
Escuelas Da Guarda (1891)